# شريان شظوي
شريان شظوي ويقع في المنطقة الوحشية للساق وينشأ من شريان ظنبوبي خلفي.

## صور

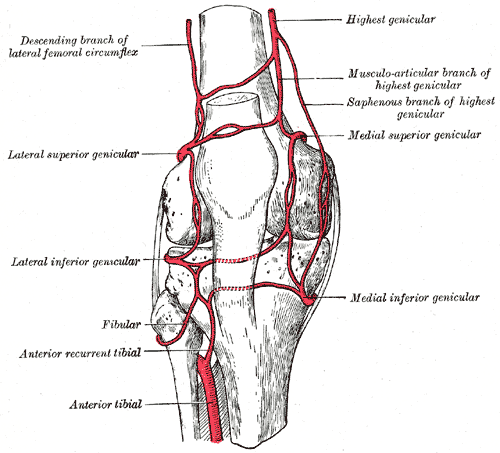
تفرعات الشرايين في منطقة الركبة.